# De La Warr Pavilion

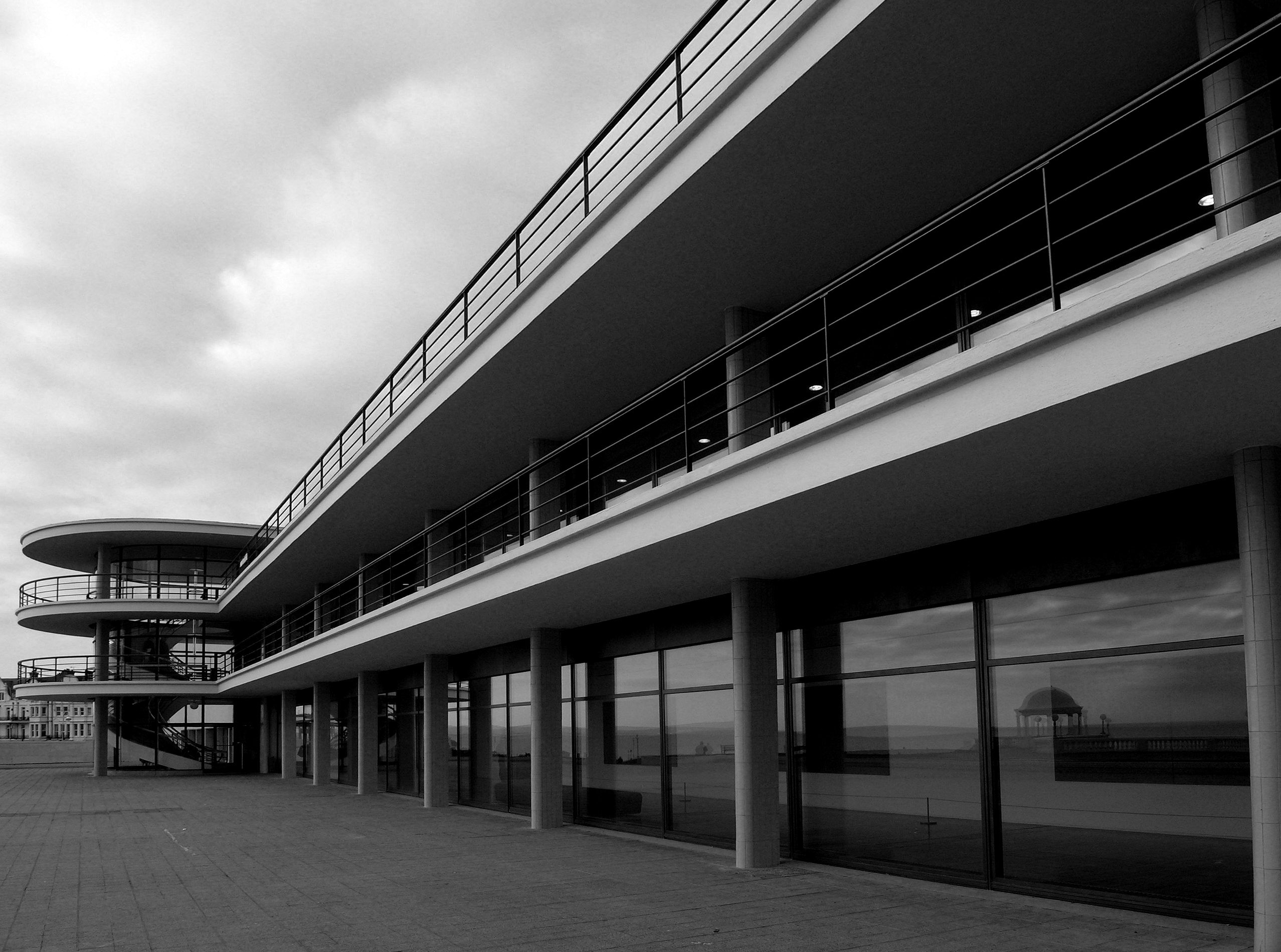
De La Warr Pavilion

Der De La Warr Pavilion ist ein Gebäude des Internationalen Stils an der Küste der Kleinstadt Bexhill-on-Sea in East Sussex, Großbritannien. Die Aussprache entspricht der des amerikanischen Bundesstaats „Delaware“.

## Geschichte
Der Pavillon wurde nach einem Entwurf der Architekten Erich Mendelsohn und Serge Chermayeff errichtet, die als Sieger eines Architekturwettbewerbes hervorgingen, und am 12. Dezember 1935 eröffnet. Die Vorgaben waren Sitzplätze für mindestens 1500 Personen, davon 200 Plätze in einem Restaurant. Die Baukosten betrugen £ 80.000. Dieser Wettbewerb wurde von Herbrand Sackville, 9th Earl De La Warr initiiert, der der Namensgeber des Gebäudes wurde. In manchen Quellen gilt der De La Warr Pavilion als erstes öffentliches Gebäude moderner britischer Architektur. Der Pavillon wurde nie fertiggestellt. Bis heute fehlt der Teil, der zum Meer führen sollte. 
Im Zweiten Weltkrieg war im Gebäude Militär stationiert, um dem Unternehmen Seelöwe begegnen zu können. Nach dem Zweiten Weltkrieg verfiel der De La Warr Pavilion und die Bausubstanz erlitt zahlreiche Schäden.
Von 1991 bis 2008 wurde das Gebäude durch den britischen Architekten John McAslan restauriert. Zudem wurde es in Richtung Norden erweitert und zu einem Zentrum für zeitgenössische Kunst umgestaltet. So besitzt der De La Warr Pavilion heute eine der größten Kunstgalerien an der Südküste Englands. Die Gesamtkosten für McAslans Projekt betrugen 8 Millionen Dollar.
Von Juli bis Oktober 2012 hing ein Bus auf dem Dach des De La Warr Pavilions, der an die finale Szene im Film The Italian Job erinnern sollte. Der Entwurf dazu kam vom britischen Bildhauer Richard Wilson.

## Gegenwart
Im De La Warr Pavilion finden regelmäßig Ausstellungen sowie Konzerte statt, außerdem gibt es einen Souvenirshop und eine Cafébar. Nach eigenen Angaben kommen jährlich 420.000 Besucher in den Pavillon (Stand 2019/20).